# 旅顺沙俄陆防副司令官邸建筑
旅顺沙俄陆防副司令官邸建筑，位于中华人民共和国辽宁省大连市旅顺口区白玉街31号，建于1900年。中华人民共和国成立后，此处被中国人民解放军接管。

## 保护
2003年9月29日，关东军陆防副司令官邸旧址由大连市人民政府公布为第五批大连市文物保护单位。
2014年10月，日本关东军陆防副司令官邸旧址由辽宁省人民政府公布为第九批辽宁省文物保护单位，编号9-169。
2019年10月7日，旅顺沙俄陆防副司令官邸建筑由中华人民共和国国务院公布为第八批全国重点文物保护单位，编号8-0540-5-024。